# Terre-Air-Mer
Terre-Air-Mer (abrégé TAM) est le magazine inter-armées des Forces armées françaises de 1961 à 1986.